# Campeonato Italiano de Karting
El Campeonato Italiano de Karting, anteriormente llamado Italian Open Masters, es una competición italiana de carreras de karting. Su temporada inaugural tuvo lugar en el 2000. El campeón más notable de la competencia ha sido el piloto de Fórmula 1 Nico Hülkenberg.

## Campeones

### Formula A/KF1
Los campeones de la clase son:
| Temporada | Campeón               | Equipo                                |
| --------- | --------------------- | ------------------------------------- |
| 2000      | Stefano Fabi          | Swiss Hultess                         |
| 2001      | Stefano Fabi          | Top Kart                              |
| 2002      | Jean-Philippe Guignet | Tony Kart                             |
| 2003      | Manuel Renaudie       | PCR Motorsport Competition Technology |
| 2004      | Davide Forè           | Tony Kart                             |
| 2005      | Marco Ardigò          | Tony Kart                             |
| 2006      | Nikolaj Bollingtoft   | Tony Kart                             |
| 2007      | Gary Catt             | Tony Kart                             |
| 2008      | Marco Ardigò          | Tony Kart                             |

### Intercontinental A/KF2
Los campeones de la clase son:
| Temporada | Campeón               | Equipo        |
| --------- | --------------------- | ------------- |
| 2000      | Alessandro Bonetti    | Swiss Hultess |
| 2001      | Jean-Philippe Guignet | Tony Kart     |
| 2002      | Michele Fanetti       | Birel         |
| 2003      | Nikolaj Bollingtoft   | Tony Kart     |
| 2004      | Henkie Waldschmidt    | CRG           |
| 2005      | Armando Parente       | CRG           |
| 2006      | Antonio Piccioni      | Tony Kart     |
| 2007      | Will Stevens          | Tony Kart     |
| 2008      | Matteo Ghidella       |               |
| 2009      | Vittorio Ghirelli     | Tony Kart     |
| 2010      | Riccardo Cinti        |               |
| 2011      | Alessio Santilli      | Intrepid      |
| 2012      | Federico Pezzolla     | Kosmic        |
| 2013      | Julien Darras         | Tony Kart     |
| 2014      | Marco Maestranzi      | Top Kart      |
| 2015      | Jacopo Gheno          | Tony Kart     |

### Intercontinental A Junior/KF3/KFJ/OKJ
Los campeones de la clase son:
| Temporada | Campeón               | Equipo                |
| --------- | --------------------- | --------------------- |
| 2000      | Jean-Philippe Guignet | Tony Kart             |
| 2001      | Nico Hülkenberg       | CRG Holland           |
| 2002      | Nico Hülkenberg       | CRG Holland           |
| 2003      | Sébastien Buemi       | Intrepid              |
| 2004      | Philipp Eng           | Top Kart              |
| 2005      | Albert Costa          | Intrepid              |
| 2006      | Scott Jenkins         | Intrepid              |
| 2007      | Jack Harvey           | Maranello             |
| 2008      | Kevin Ceccon          | Gandolfi Ennio Racing |
| 2009      | Gianmarco Ercoli      | Tony Kart             |
| 2010      | Paolo Ippolito        |                       |
| 2011      | Federico Pezzolla     | Intrepid              |
| 2012      | Alessio Lorandi       | Tony Kart             |
| 2013      | Alessio Lorandi       | Tony Kart             |
| 2014      | Remigo Garofano       | Tony Kart             |
| 2015      | Alessandro Giardelli  | Tony Kart             |
| 2016      | Marzio Moretti        | Exprit                |
| 2017      | Alexey Brizhan        | Tony Kart             |
| 2018      | Tommaso Chiappini     | Formula K             |
| 2019      | Nikita Bedrin         |                       |

### Intercontinental C/KZ2
Los campeones de la clase son:
| Temporada | Campeón              | Equipo           |
| --------- | -------------------- | ---------------- |
| 2000      | Alessandro           | Top Kart         |
| 2001      | Christian Montanari  | Birel            |
| 2002      | Alessandro Piccini   | Parolin          |
| 2003      | Francesco Laudato    | Birel            |
| 2004      | Alessandro Manetti   | CRG              |
| 2005      | Francesco Laudato    | Birel            |
| 2006      | Alessandro Manetti   | Intrepid         |
| 2007      | Marco Ardigò         | Tony Kart        |
| 2008      | Simo Puhakka         | Renda Motorsport |
| 2009      | Riccardo Piccoli     | CKR              |
| 2010      | Nicola Nolé          |                  |
| 2011      | Fabian Federer       | CRG              |
| 2012      | Alessandro Giulietti | Intrepid         |
| 2013      | Alessandro Giulietti | Intrepid         |
| 2014      | Lorenzo Camplese     | Maranello        |
| 2015      | Marco Pastacaldi     | CRG              |
| 2016      | Francesco Celenta    | Formula K        |
| 2017      | Marco Zanchetta      | Maranello        |
| 2018      | Giacomo Pollini      | Formula K        |
| 2019      | Simone Cunati        | CRG              |
| 2020      | Giuseppe Palomba     |                  |
| 2021      | Giuseppe Palomba     |                  |

### Intercontinental 60 Mini
Los campeones de la clase son:
| Temporada | Campeón                 |
| --------- | ----------------------- |
| 2009      | Pierfrancesco Benedetti |
| 2010      | Lorenzo Scatà           |
| 2011      | Remigio Garofano        |
| 2012      | Leonardo Lorandi        |
| 2013      | Nicola Abrusci          |
| 2014      | Giuseppe Fusco          |
| 2015      | Dennis Hauger           |
| 2016      | Gabriele Minì           |
| 2017      | Gabriele Minì           |
| 2018      | Martinius Stenshorne    |
| 2019      | William Macintyre       |
| 2020      | Salvatore Alfio Sardo   |
| 2021      | Gino Rocchio            |